# Ludmyła Denisowa
Ludmyła Łeontijiwna Denisowa, ukr. Людмила Леонтіївна Денісова (ur. 6 lipca 1960 w Archangielsku) – ukraińska polityk i prawniczka, deputowana, minister pracy i polityki socjalnej (2007–2010) oraz minister polityki socjalnej Ukrainy (2014), rzecznik praw obywatelskich (2018–2022).

## Życiorys
Pracowała zawodowo od 1979 w Archangielsku. W 1989 ukończyła studia z zakresu prawoznawstwa w Leningradzie.
W latach 1998–2001 pełniła funkcję ministra finansów Autonomicznej Republiki Krymu, wcześniej była zatrudniona w administracji tego regionu. Potem zajmowała się działalnością w biznesie.
W 2006 z listy Bloku Julii Tymoszenko uzyskała mandat deputowanej do Rady Najwyższej V kadencji, w trakcie której zasiadała w parlamentarnym komitecie polityki socjalnej i pracy. W przedterminowych wyborach w 2007. ponownie została wybrana na posłankę z listy Bloku Julii Tymoszenko.
W drugim rządzie Julii Tymoszenko w grudniu 2007 objęła stanowisko ministra pracy i polityki socjalnej. Funkcję tę pełniła do marca 2010. W 2012 ponownie uzyskała mandat poselski z ramienia Batkiwszczyny. W 2014 weszła w skład rządu Arsenija Jaceniuka jako minister polityki społecznej, zajmując to stanowisko od lutego do grudnia. W tym samym roku kolejny raz wybrana do parlamentu (z ramienia Frontu Ludowego).
W 2018 została wybrana na rzecznika praw obywatelskich. 31 maja 2022 Rada Najwyższa przegłosowała odwołanie jej z tego stanowiska. Zarzucano jej m.in. „zbyt drastyczne” wypowiedzi dotyczące przestępstw seksualnych, o które żołnierze rosyjscy byli przez nią oskarżani w trakcie inwazji Rosji na Ukrainę w 2022.

## Odznaczenia
Odznaczona Orderem „Za zasługi” III klasy (2022).